# Schildia
Schildia is een vliegengeslacht uit de familie van de roofvliegen (Asilidae).

## Soorten
- S. alphus Martin, 1975
- S. fragilis (Carrera, 1944)
- S. gracillimus (Walker, 1855)
- S. guatemalae Martin, 1975
- S. jamaicensis Farr, 1962
- S. microthorax Aldrich, 1923
- S. ocellata Martin, 1975
- S. zonae Martin, 1975